# Шевченко, Александр Владимирович
Алекса́ндр Влади́мирович Шевче́нко (20 августа 1992, Белгород) — российский хоккеист, нападающий. В настоящее время является игроком клуба «Адмирал», выступающего в КХЛ.

## Карьера
Александр Шевченко — воспитанник ХК «Белгород». В сезоне 2008/09 выступал за дубль белгородской команды в первой лиге чемпионата России. На драфте КХЛ—2009 был выбран «Атлантом» в 1-м раунде под номером 21. В матче против «Минских Зубров», состоявшемся 24 сентября 2010 года, форвард дебютировал в Молодёжной хоккейной лиге за «Мытищинских Атлантов».
Три дня спустя Шевченко забросил свою первую шайбу в МХЛ (с передачи Артёма Дорофеева в ворота «Риги»).
Всего за 3 сезона, проведённых в МХЛ за «Атлантов», хоккеист (с учётом плей-офф) сыграл 156 матчей, забросил 49 шайб и сделал 56 голевых передач. В 2011 году нападающий сыграл 4 матча в Российской хоккейной лиге за электростальский «Кристалл».
10 октября 2012 года в матче против «Авангарда» Александр Шевченко дебютировал за «Атлант» в Континентальной хоккейной лиге.
26 ноября того же года форвард с передач Виктора Стольберга и Сандиса Озолиньша забросил первую в карьере шайбу в КХЛ (в ворота московского «Динамо»).
В сезоне 2013/14 параллельно с выступлениями за подмосковную команду Шевченко играл в Высшей хоккейной лиге за клуб «Буран». Летом 2014 года нападающий перешёл из «Атланта» в «Сочи».

## Статистика
|           |                         |             | Регулярный сезон | Регулярный сезон | Регулярный сезон | Регулярный сезон | Регулярный сезон | Плей-офф Кубок Надежды | Плей-офф Кубок Надежды | Плей-офф Кубок Надежды | Плей-офф Кубок Надежды | Плей-офф Кубок Надежды |
| Сезон     | Команда                 | Лига        | Игр              | Г                | П                | Очк              | Штр              | Игр                    | Г                      | П                      | Очк                    | Штр                    |
| --------- | ----------------------- | ----------- | ---------------- | ---------------- | ---------------- | ---------------- | ---------------- | ---------------------- | ---------------------- | ---------------------- | ---------------------- | ---------------------- |
| 2008/2009 | Белгород-2              | Первая лига | 49               | 14               | 5                | 16               | 44               | --                     | --                     | --                     | --                     | --                     |
| 2010/2011 | Мытищинские Атланты     | МХЛ         | 40               | 5                | 7                | 12               | 20               | 6                      | 3                      | 0                      | 3                      | 0                      |
| 2011/2012 | Мытищинские Атланты     | МХЛ         | 59               | 21               | 18               | 39               | 30               | 12                     | 5                      | 3                      | 8                      | 14                     |
| 2011/2012 | Кристалл (Электросталь) | РХЛ         | 4                | 0                | 0                | 0                | 16               | --                     | --                     | --                     | --                     | --                     |
| 2012/2013 | Атлант                  | КХЛ         | 29               | 4                | 4                | 8                | 0                | 5                      | 0                      | 0                      | 0                      | 0                      |
| 2012/2013 | Атланты                 | МХЛ         | 31               | 15               | 24               | 39               | 18               | 8                      | 0                      | 4                      | 4                      | 16                     |
| 2013/2014 | Атлант                  | КХЛ         | 12               | 0                | 0                | 0                | 0                | 2                      | 0                      | 0                      | 0                      | 0                      |
| 2013/2014 | Буран                   | ВХЛ         | 14               | 1                | 1                | 2                | 6                | --                     | --                     | --                     | --                     | --                     |
| 2014/2015 | Сочи                    | КХЛ         | 2                | 0                | 0                | 0                | 0                | --                     | --                     | --                     | --                     | --                     |